# Omomiłek piłorogi
Omomiłek piłorogi (Crudosilis ruficollis) – gatunek chrząszcza z rodziny omomiłkowatych i podrodziny Silinae.

## Taksonomia
Gatunek ten opisany został po raz pierwszy w 1775 roku przez Johana Christiana Fabriciusa pod nazwą Cantharis ruficollis.

## Morfologia
Chrząszcz o wydłużonym ciele długości od 6 do 7,5 mm. Głowę ma czarną z żółtoczerwonymi narządami gębowymi, zaopatrzoną w czarne, piłkowane czułki. Pomarańczowoczerwone do czerwonego przedplecze ma bardzo nierówną powierzchnię z wzgórkami i wciskami, pokrytą bardzo grubym, nieregularnie rozmieszczonym punktowaniem. Samce mają krawędzie boczne przedplecza z wyraźnymi, głębokimi wcięciami, samice zaś odznaczają się tylnymi kątami przedplecza ząbkowato zaostrzonymi. Pokrywy są czarne, o słabo pomarszczonej powierzchni. Odnóża są czarne z żółtoczerwonymi goleniami.

## Ekologia i występowanie

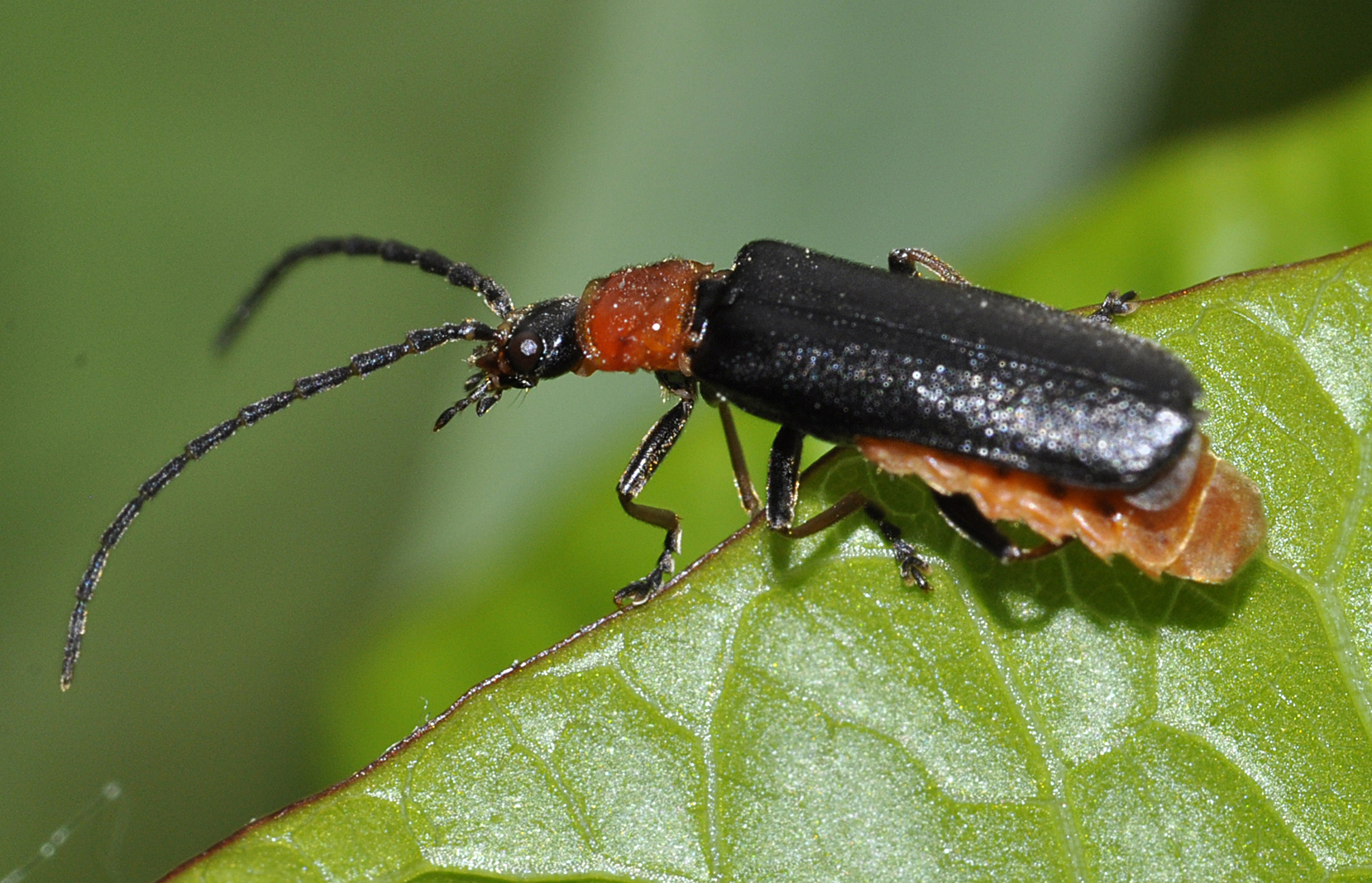
Imago na roślinie

Owad ten występuje na nizinach i wyżynach, unikając gór. Zasiedla wilgotne pobrzeża jezior, rzek i strumieni, torfowiska, bagna oraz podmokłe i wilgotne łąki. Owady dorosłe obserwuje się od maja do sierpnia. Przebywają na krzewach, drzewach i kwitnących roślinach zielnych. Żerują na pyłku, nektarze i owadach o miękkim ciele.
Gatunek palearktyczny, znany z Irlandii, Wielkiej Brytanii, Hiszpanii, Francji, Belgii, Holandii, Niemiec, Szwajcarii, Austrii, Włoch, Danii, Szwecji, Norwegii, Finlandii, Polski, Czech, Słowacji, Węgier, Białorusi, Ukrainy, europejskiej i syberyjskiej części Rosji (na wschód po obwód irkucki) oraz Kazachstanu. 